# Licaria exserta
Licaria exserta är en lagerväxtart som beskrevs av Van der Werff. Licaria exserta ingår i släktet Licaria och familjen lagerväxter. Inga underarter finns listade i Catalogue of Life.